# Bernhardsbach (Weißach)
Der Bernhardsbach ist ein 3,8 Kilometer langer Bach auf der Gemarkung der Städte Knittlingen und Oberderdingen in Baden-Württemberg, der von rechts in die Weißach mündet.

## Name
Der Bernhardsbach ist nach dem Bernhardsweiher benannt. Dieser wiederum nach einer abgegangenen Siedlung namens Bernhardsweiler, welche 1194 als Bernharteswilre erstmals erwähnt wird. In der hiesigen Region entwickelte sich lautlich das Wort Weiler zu Weiher wie beispielsweise in Ubstadt-Weiher oder Zaisersweiher. So kürzte man den Namen „Bernhartsweyersee“ (1551) zu Bernhardsweiher aufgrund einer vermeintlichen Doppelung.

## Geographie

### Verlauf
Der Bernhardsbach entsteht als Abfluss des Bernhardsweihers etwa 600 m nördlich von Freudenstein-Hohenklingen auf etwa 245 m ü. NHN. Der See wird von einem namenlosen, nur zeitweise wasserführenden Bach gespeist, der grob 1,2 km weiter nordöstlich auf etwa 300 m ü. NHN entspringt. Bevor dieser in den See mündet, nimmt er von rechts das Wasser der Gaisklinge (auch Geisenklinge genannt) auf.
Der Bernhardsbach fließt zunächst in nordwestliche Richtung durch das Gewann Bernhardsweiher und passiert nach rund 1,3 km den Büschlehof. Hier ändert er seine Richtung nach Südwesten und nimmt einen weiteren, rund einen Kilometer langen, namenlosen Zufluss auf. Nach etwa 2,7 km erhält der Bernhardsbach erneut einen weiteren kleinen Nebenfluss von rechts, der vom Soosberg herabfließt. Ab diesem Punkt fließt er vom Ackerland in das Waldflurstück Kegler. Kurz vor der Mündung nach etwa 3,8 km erreicht er zwischen den Fluren Scheidweg und Klotzbrunnen wieder Wiesenland und endet von rechts kommend auf etwa 193 m ü. NHN in der Weißach.

### Einzugsgebiet
Der Bernhardsbach entwässert eine Fläche von etwa 5,4 km², die naturräumlich dem Kraichgau zugeordnet wird. Es erstreckt sich in west-östlicher Richtung über rund 5,6 km und in nord-südlicher Richtung maximal über etwa 1,3 km.  Die höchste Erhebung im Einzugsgebiet ist der Rotenberg im Osten, der auf etwa 337 m ü. NHN liegt. Weiter nordwestlich befindet sich im Derdinger Wald das sogenannte Horn, welches eine Höhe von 321 m ü. NHN misst. Diese mit Wald bedeckten Flächen bestehen geologisch aus der Schilfsandstein-Formation, während im übrigen Einzugsgebiet überwiegend Gipskeuper den Untergrund bildet.
Der Nordhang des Derdinger Waldes entwässert in den Kraichbach, während im Süden das Einzugsgebiet der Weißach liegt. Im Nordwesten fließt das Wasser um Großvillars in den Seebergerbach. Etwa 2,5 km² des Einzugsgebiets – nahezu die Hälfte – sind bewaldet. Das Landschaftsschutzgebiet Bernhardsweiher befindet sich um den See herum.

### LUBW
Amtliche Online-Gewässerkarte mit passendem Ausschnitt und den hier benutzten Layern: Lauf und Einzugsgebiet des Bernhardsbachs

Allgemeiner Einstieg ohne Voreinstellungen und Layer: Daten- und Kartendienst der Landesanstalt für Umwelt Baden-Württemberg (LUBW) (Hinweise)
1. ↑  Länge nach dem Layer Gewässernetz (AWGN).
2. ↑  Einzugsgebiet nach dem Layer Basiseinzugsgebiet (AWGN).
3. ↑  Höhe nach dem Höhenlinienbild auf dem Hintergrundlayer Topographische Karte.
4. ↑  abgemessen auf dem Hintergrundlayer Topographische Karte.

### Andere Belege
1. ↑  Josef Schmithüsen: Geographische Landesaufnahme: Die naturräumlichen Einheiten auf Blatt 161 Karlsruhe. Bundesanstalt für Landeskunde, Bad Godesberg 1952. → Online-Karte (PDF; 5,1 MB)
2. ↑  Friedrich Huttenlocher, Hansjörg Dongus: Geographische Landesaufnahme: Die naturräumlichen Einheiten auf Blatt 170 Stuttgart. Bundesanstalt für Landeskunde, Bad Godesberg 1949, überarbeitet 1967. → Online-Karte (PDF; 4,0 MB)
3. ↑  Willy Bickel: Der Saalbach und seine Zuflüsse. Beitrag zur Flußnamensforschung des Kraichgaus. In: Fritz Herzer (Hrsg.): Bruchsaler Heimatgeschichte. Bruchsal 1955, S. 206.
4. ↑  Gustav Brandauer: Aus unserer Heimat Oberderdingen - zum 1200. Geburtstag der Gemeinde. Oberderdingen 1966, S. 31
5. ↑  Geologie nach den Layern zu Geologische Karte 1:50.000 auf: Mapserver des Landesamtes für Geologie, Rohstoffe und Bergbau (LGRB) (Hinweise)